# Thesium orgadophilum
Thesium orgadophilum là một loài thực vật có hoa trong họ Santalaceae. Loài này được P.C. Tam miêu tả khoa học đầu tiên năm 1981.